# Strada nazionale 16 (Marocco)
La strada nazionale 16 (N 16) in Marocco è una strada che collega Tangeri a Saidia. Questa strada si chiama anche Rocade méditerranéenne perché costeggia la costa mediterranea.

## Sezione Tangeri-Tetouan
Da Tangeri la strada arriva a Ksar es-Seghir, dove si trova uno dei più grandi porti dell'Africa e del mar Mediterraneo, il porto di Tangeri Med. Sempre in questa zona arriva l'autostrada A4. Dopo 30 km, vicino a Ceuta, la strada incrocia sulla strada nazionale 13. Attraversa quindi città come Fnideq, Martil, M'diq e infine arriva a Tétouan, dove il percorso si interseca con la strada nazionale 2.

## Sezione Tetouan-Ajdir
Dopo Tétouan la strada entra nei monti del Rif ma sempre vicino al mar Mediterraneo. In questo tratto non viene attraversata nessuna città importante, ma i comuni di Bni Boufrah, Ait Kamra e Ajdir. Viene attraversato anche il parco nazionale di Al Hoceima.
Arrivati a Ajdir la strada si interseca ancora con la strada nazionale 2.

## Sezione Ajdir-Saida
Dopo Ajdir si attraversa ancora i monti del Rif fino ad arrivare a Nador, dove si incrocia con la strada nazionale 19 e quindi a Saidia.